# アル・カーディシーヤFC
アル・カーディシーヤFC（英語: Al Qadsiah FC, アラビア語: نادي القادسية)）は、サウジアラビアのアル・コバールをホームタウンとする、サウジ・プロフェッショナルリーグに加盟するプロサッカークラブである。

## タイトル

### 国内タイトル
- サウジ・クラウンプリンスカップ : 1回
  - 1991-92
- サウジ連盟カップ（英語版） : 1回
  - 1993-94
- サウジ・クラウンプリンスカップ : 1回
  - 1991-92
- サウジ・ファーストディヴィジョンリーグ : 3回
  - 2001-02, 2008-09, 2014-15

### 国際タイトル
- アジアカップウィナーズカップ : 1回
  - 1993-94

## 現所属メンバー
2024年1月31日現在
注：選手の国籍表記はFIFAの定めた代表資格ルールに基づく。
| No. | Pos. |                | 選手名                          |
| --- | ---- | -------------- | ------------------------------- |
| 1   | GK   | サウジアラビア | アハメド・アル＝ジュバヤ        |
| 3   | DF   | サウジアラビア | アブドゥラー・アル＝ゾリ        |
| 4   | DF   | サウジアラビア | アブドゥラー・ハザジ            |
| 5   | DF   | サウジアラビア | ジェハド・タクリ                |
| 6   | MF   | イングランド   | マックス・パワー                |
| 7   | MF   | サウジアラビア | アイマン・アル＝フライフ        |
| 8   | MF   | サウジアラビア | ムハンマド・アブルシャマト      |
| 9   | FW   | セネガル       | エムバイェ・ディアニェ          |
| 10  | FW   | ガボン         | ピエール=エリック・オーバメヤン |
| 11  | MF   | サウジアラビア | ムハンマド・アル＝マリ          |
| 12  | DF   | サウジアラビア | タヘル・ワディ                  |
| 17  | DF   | サウジアラビア | アブドゥラー・アル＝シャメク    |
| 18  | MF   | サウジアラビア | トゥルキー・アル＝アンマール    |
| 19  | MF   | ペルー         | アンドレ・カリージョ            |
| 20  | MF   | サウジアラビア | ナウワーフ・アル＝アービド      |
| 22  | GK   | スペイン       | ジョエル・ロブレス              |
| 28  | FW   | アルゼンチン   | ルシアーノ・ビエット            |

| No. | Pos. |                | 選手名                                 |
| --- | ---- | -------------- | -------------------------------------- |
| 32  | DF   | サウジアラビア | アブドゥラー・ハッスン                 |
| 33  | DF   | スペイン       | アルバロ・ゴンサレス・ソベロン         |
| 37  | GK   | サウジアラビア | アブドゥルアズィーズ・アル＝シェフリー |
| 39  | MF   | サウジアラビア | アブドゥルラフマン・アッ＝ドーサリー   |
| 40  | MF   | サウジアラビア | イブラヒム・マナシ                     |
| 42  | DF   | ドイツ         | アレクサンダー・ハック                 |
| 50  | DF   | サウジアラビア | モハメド・アル＝シャンキティ           |
| 66  | FW   | サウジアラビア | アブドゥルアズィーズ・アル＝オスマン   |
| 70  | FW   | サウジアラビア | ムハンマド・アル＝サイアリ             |
| 77  | FW   | サウジアラビア | ヤセル・ドゥライビ                     |
| 82  | GK   | サウジアラビア | アハメド・アル＝カサール               |
| 87  | MF   | サウジアラビア | ファリス・アブディ                     |
| 88  | MF   | サウジアラビア | ナイフ・マスード                       |
| 94  | DF   | ポルトガル     | ケヴィン・ロドリゲス                   |
| 96  | MF   | サウジアラビア | フセイン・アル＝ナタール               |

監督
- ミチェル

## 歴代監督
- ディミタール ディミトロフ 2009–2011
- マリアーノ・バレット 2011–2013
- ムラデン・フランチッチ 2013
- アブデラゼク・チェビ 2013–2014
- オマール・バハシュワイン 2014
- アイマン・ラジディディ 2014
- ジョコ・ハジェヴスキー 2014
- ジャミール・カセム 2014–2015
- アレッシャンドレ・ガーロ 2015–2016
- ハマド・アル・ドッサリ 2016
- リヤド・ベルキル 2016
- エリオ ドス アンジョス 2016–2017
- バンダル・バスライ 2017
- ナシフ・ベヤウィ 2017
- パウロ・ボナミゴ 2017–2018
- バンダル・バスライ 2018
- アレクサンダル・スタノジェヴィッチ 2018
- イヴァイロ・ペテフ 2018–2019
- バンダル・バスライ 2019
- ナシフ・ベヤウィ 2019
- ユーセフ・アル・マンナイ 2019–2021
- モハメッド・ダーマン 2021
- アレクサンダル・イリッチ 2022
- ハレド・アル＝アトウィ 2022
- ハビブ・ベン・ロムダン 2022–2023
- ユーセフ・アル・ガディール 2023
- ロビー・ファウラー 2023
- ミチェル 2023–

## 歴代所属選手

### GK
- ライス・エンボリ 2022-2023
- ジョエル・ロブレス 2023-

### DF
- アレクサンダー・ハック 2023-
- アルバロ・ゴンサレス・ソベロン 2023-

### MF
- ヴィトール・シルバ・アシス・デ・オリベイラ・ジュニオール 2016-2017
- ダニーロ・モレノ・アスプリージャ 2020-2021
- ルイス・フェリペ・リマ・ジ・オリヴェイラ 2021-2022
- アンドレ・カリージョ 2023-

### FW
- ルイス・カルロス・ドス・サントス・マルチンス 2014
- ジエゴ・マウリシオ・マシャド・ジ・ブリット 2015
- ジウベルト・マセド・ダ・マセナ 2016
- アブバカル・ウマル 2018-2019
- アンディ・キーオ 2019
- エムバイェ・ディアニェ 2023-
- ルシアーノ・ビエット 2023-